# Dahab
Dahab is een plaats in Egypte aan de Golf van Akaba in de Sinaïwoestijn op het schiereiland Sinaï. De plaats is gesticht door Israëliërs tijdens de bezetting van de Sinaïwoestijn, alhoewel er al bedoeïenen woonden in nabijgelegen oases. De naam van de plaats is afgeleid van het Egyptisch-Arabische woord voor goud (dahab دهب  [ˈdæhæb]), verwijzend naar de mooie stranden. De plaats ligt op ongeveer een uur rijden ten noorden van Sharm-el-Sheikh en telde in 2023 ruim 3000 inwoners.
Tijdens de Israëlische bezetting van de Sinaï was Dahab een populair vakantieoord voor Israëlische jongeren. Dahab stond in de jaren zeventig ook bekend als een hippieplaats, waar hippies uit de hele wereld bij elkaar kwamen.
Tegenwoordig is Dahab een populaire plaats voor duiken en snorkelen. Het toerisme in Dahab is minder massaal dan dat in andere populaire duikplaatsen in Egypte. Met name Hurghada en Sharm-el-Sheikh zijn zeer toeristisch.

## Aanslag op 24 april 2006
Op 24 april 2006 kwam de badplaats in het nieuws doordat er rond 19.00 uur lokale tijd drie explosies plaatsvonden in een winkelcentrum. Het was er toen bijzonder druk wegens de vakantie ter gelegenheid van het Koptische paasfeest. De Egyptische president Hosni Moebarak noemde de aanslag een "wicked terrorist act" (kwaadaardige terroristische daad) en de Amerikaanse president George W. Bush omschreef het als een "heinous act" (gruwelijke daad). Ook de Palestijnse Autoriteit veroordeelde de aanslag.

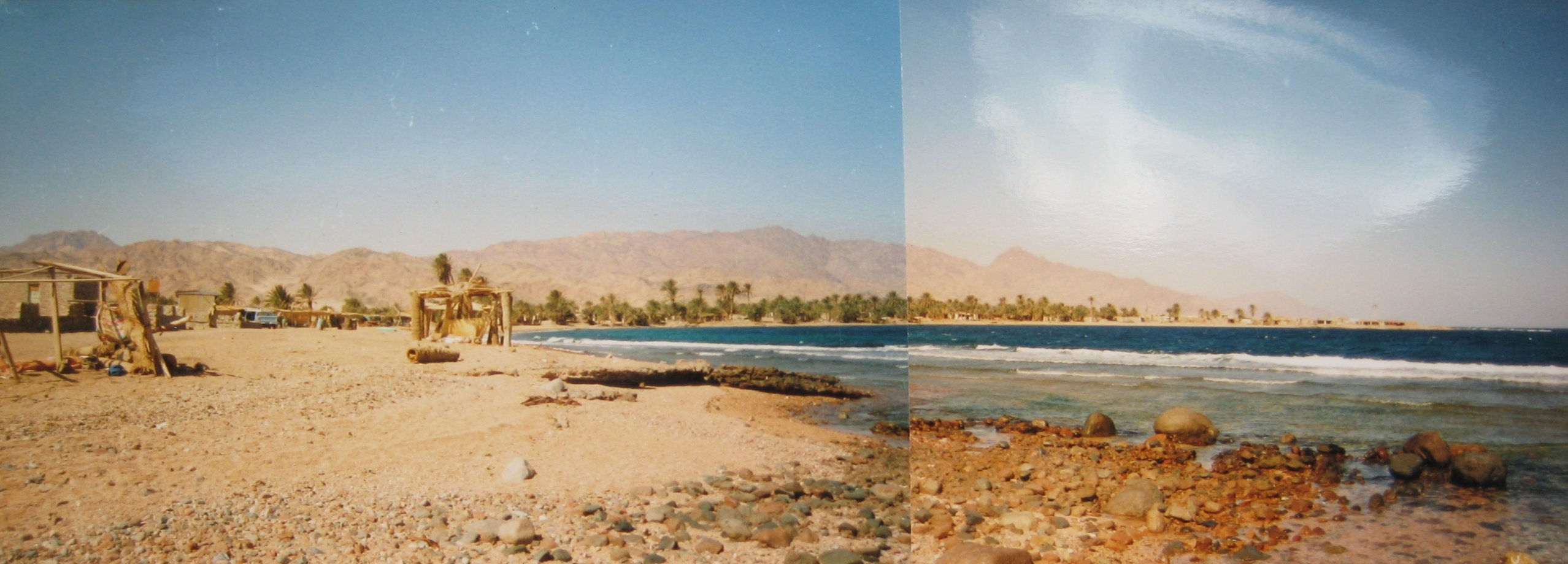
Dahab in de jaren 80 van de 20e eeuw